# گمینا ستار لوبوتنگ
گمینا ستار لوبوتنگ (به لهستانی:  Gmina Stary Lubotyń) یک گمینا در لهستان است که در شهرستان اوستروف مازوویتسکا واقع شده‌است. گمینا ستار لوبوتنگ ۱۰۹٫۱۶ کیلومتر مربع مساحت و ۳٬۸۵۷ نفر جمعیت دارد.